# Uchiyama Tamaki
Uchiyama Tamaki (内山 環, sinh ngày 13 tháng 12 năm 1972) là một cựu cầu thủ bóng đá nữ người Nhật Bản.

## Đội tuyển bóng đá nữ quốc gia Nhật Bản
Uchiyama Tamaki thi đấu cho đội tuyển bóng đá nữ quốc gia Nhật Bản từ năm 1991 đến 1999.

## Thống kê sự nghiệp
| Nhật Bản  | Nhật Bản | Nhật Bản |
| Năm       | Trận     | Bàn      |
| --------- | -------- | -------- |
| 1991      | 6        | 3        |
| 1992      | 0        | 0        |
| 1993      | 0        | 0        |
| 1994      | 5        | 1        |
| 1995      | 9        | 9        |
| 1996      | 8        | 3        |
| 1997      | 6        | 4        |
| 1998      | 10       | 2        |
| 1999      | 14       | 4        |
| Tổng cộng | 58       | 26       |